# Subhas Czandra Bose
Subhas Chandra Bose (ur. 23 stycznia 1897 w Cuttack, Orisa, zm. prawdopodobnie 18 sierpnia 1945 w Tajpej) – indyjski polityk niepodległościowy.

## Życiorys

### Młodość
Syn adwokata Janakinatha Bose i Prabhavati Dewi, jako ich dziewiąte, z czternastu dzieci. Rodzinny dom jego rodziców znajdował się we wsi Kodalia. Uczył się w Stewart School w Cuttack, po pewnym czasie przeniósł się do college’u Ravenshaw. Po zdaniu egzaminu maturalnego w Kalkucie, w 1911 roku, Bose dostał się do Presidency College, gdzie przez pewien czas studiował. Został z niego wydalony po kłótni z profesorem Oatenem wywołanej anty-indyjskimi komentarzami profesora. Na uniwersytecie w Kalkucie podjął studia z filozofii w Scottish Church College i w 1918 roku uzyskał tam licencjat. W 1919 roku wyjechał do Wielkiej Brytanii, od 19 listopada 1919 roku studiował na Fitzwilliam College na Cambridge. Do studiów w Wielkiej Brytanii namówił go ojciec, który chciał aby syn po odbyciu studiów pracował w Indian Civil Services Examination (ICS). Bose został przyjęty do ICS, po pewnym czasie jednak zrezygnował z pracy nie chcąc służyć Brytyjczykom. Wrócił do Indii, gdzie zaangażował się w ruch niepodległościowy.

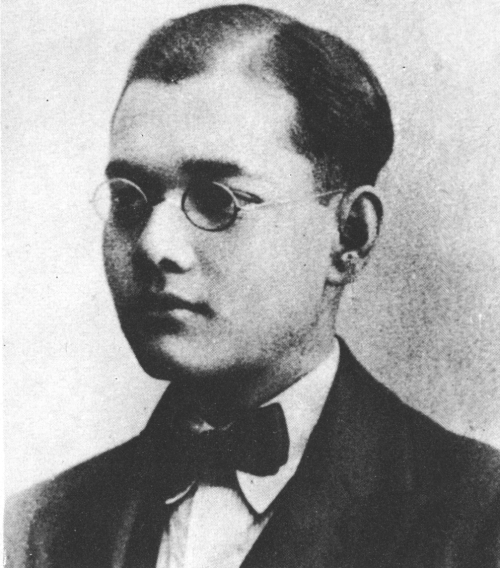
Bose jako student w Anglii w 1920 roku

### Działalność niepodległościowa

#### Indyjski Kongres Narodowy

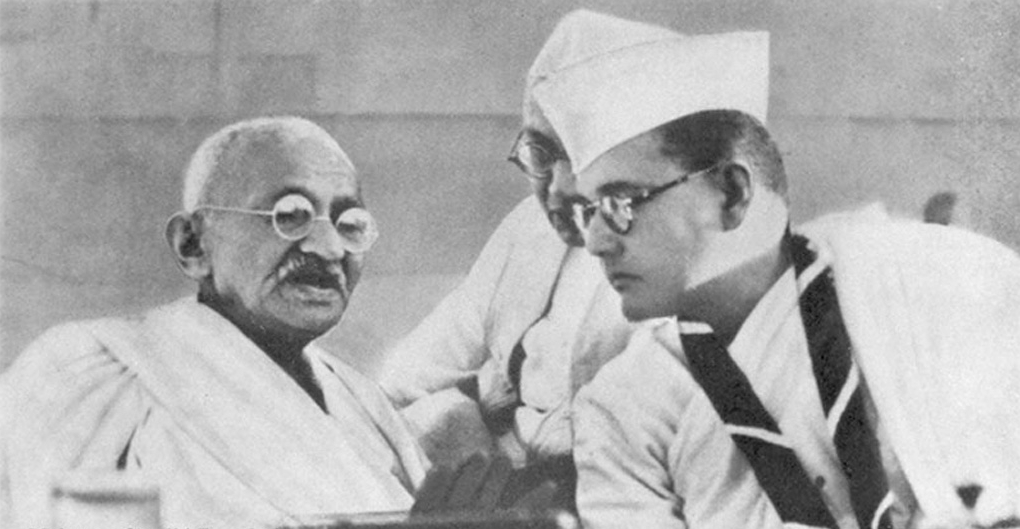
Spotkanie Mahatmy Gandhiego z Subhasem Czandrą Bosem na corocznych uroczystościach Indyjskiego Kongresu Narodowego w 1938 roku

W Indiach założył gazetę Swaraj i dołączył do Komitetu Kongresu Bengalu. Jego mentorem był Chittaranjan Das, rzecznik radykalnego ruchu niepodległościowego w Bengalu. W 1923 roku Bosego wybrano na lidera Młodzieżowego Kongresu Ogólnoindyjskiego oraz sekretarza Komitetu Kongresu w Bengalu. Został redaktorem gazety Forward założonej przez Chittaranjana Dasa. W 1924 roku, gdy Das objął stanowisko burmistrza Kalkuty, Bose zaczął pracować w Calcutta Municipal Corporation. Pierwszy raz znalazł się w więzieniu za zorganizowanie bojkotu uroczystości związanych z przybyciem do Indii księcia Walii. W czasie obławy na indyjskich nacjonalistów w 1925 roku, Bosego aresztowano i osadzono w więzieniu w Madalay, gdzie nabawił się gruźlicy. Po zwolnieniu z więzienia w 1927 r. został sekretarzem generalnym Partii Kongresowej i współpracował z Jawaharlalem Nehru. Wszedł w skład bengalskiego Zgromadzenia Prawodawczego, a potem do władz Indyjskiego Kongresu Narodowego, wreszcie w 1930 został burmistrzem Kalkuty. Bose, w przeciwieństwie do Mahatmy Gandhiego, szansę na niepodległość Indii upatrywał jedynie w zbrojnej rebelii. Na początku lat 30. udał się więc do Europy w poszukiwaniu potencjalnych sojuszników. Spotkał się tam m.in. z Benito Mussolinim, Adolfem Hitlerem i liderem irlandzkich republikanów Éamonem de Valerą. Wiele czasu poświęcał także studiom nad historią czeskiego i polskiego ruchu sokolego oraz działalnością Legionów Piłsudskiego. Po powrocie do Indii w 1938 roku wybrano go z rekomendacji Gandhiego na przewodniczącego Indyjskiego Kongresu Narodowego, został więc jednym z liderów ruchu niepodległościowego i zgodził się przyjąć nominację na prezydenta Kongresu. Był sceptycznie nastawiony do pacyfistycznej postawy Swaraj propagowanej przez większość Kongresu i na tym tle coraz częściej dochodziło do spięć i sporów między nim a Gandhim. W końcu Gandhi wycofał swoje poparcie dla Bosego, a ten zrezygnował ze stanowiska. Odtąd drogi obydwu działaczy rozeszły się na zawsze.

#### All India Forward Bloc

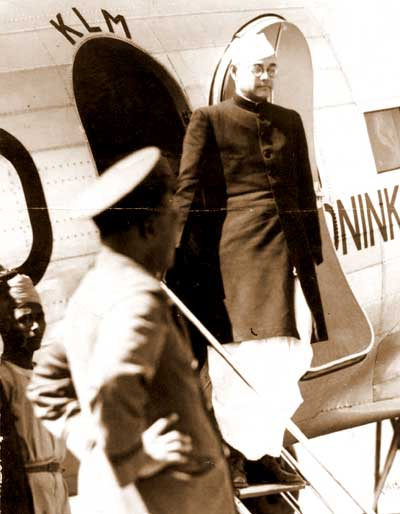
Czandra na lotnisku w Kalkucie, później nazwanym jego imieniem

22 czerwca 1939 założył partię polityczną All India Forward Bloc. Ruch miał na celu konsolidację lewicy przeciwnej polityce Kongresu, jednak poparcie uzyskał głównie w rodzinnym stanie Bose, Bengalu. Do nowej partii dołączył również rozczarowany kierownictwem Kongresu, U. Muthuramalingam Thevar. Kiedy Bose w dniu 6 września odwiedził Madurai, Thevar zorganizował na jego cześć duży wiec polityczny. Bose uważał, że niestabilność polityczna wojny światowej powinna zostać wykorzystana przez Hindusów do walki o niepodległość, opierał tę koncepcję na przykładzie włoskich rewolucjonistów, Giuseppe Garibaldiego i Giuseppe Mazziniego. Działacze Kongresu tacy jak Mahatma Gandhi czy Jawaharlal Nehru uważali, że Hindusi z aspiracjami niepodległościowymi powinni zaczekać do zakończenia wojny. Jego korespondencję pokazują, że mimo jego niechęci do brytyjskiej niewoli, był pod wielkim wrażeniem metod polityki brytyjskiej. W Wielkiej Brytanii wymienił swoje poglądy na temat przyszłości Indii z przywódcami Partii Pracy, politykami konserwatywnymi i myślicielami politycznymi takimi jak Lord Halifax, George Lansbury, Clement Attlee, Arthur Greenwood, Harold Laski, John B.S. Haldane, Ivor Jennings, G.D.H. Cole, Gilbert Murray i Stafford Cripps. Podczas jego pobytu w Wielkiej Brytanii, politycy Partii Pracy i Partii Liberalnej zgodzili się na spotkania z Bose, politycy Partii Konserwatywnej często odmawiali spotkania z Bose, ze względu na to że pochodził z kolonii, jednym z ważniejszych polityków konserwatystów który spotkał się z Chandrą był Edward Wood. Czołowi politycy Partii Konserwatywnej w latach 30. sprzeciwiali się nawet, aby przyznać Indiom status dominium, innego zdania byli laburzyści, w czasie rządów Partii Pracy z lat 1945-1951, z Attlee jako premierem, Indie uzyskały niepodległości bez konsultacji przywódców Kongresu. Bose nie udało się przekonać Gandhiego do swoich koncepcji politycznych. Bose zorganizował w Kalkucie masowe protesty, za które został wtrącony do więzienia przez Brytyjczyków, jednak został zwolniony już po siedmiu dniach po rozpoczęciu przez niego strajku głodowego. Dom Bose w Kalkucie był inwigilowany przez brytyjskie służby CID.

### Współpraca z państwami Osi przeciwko Brytyjczykom

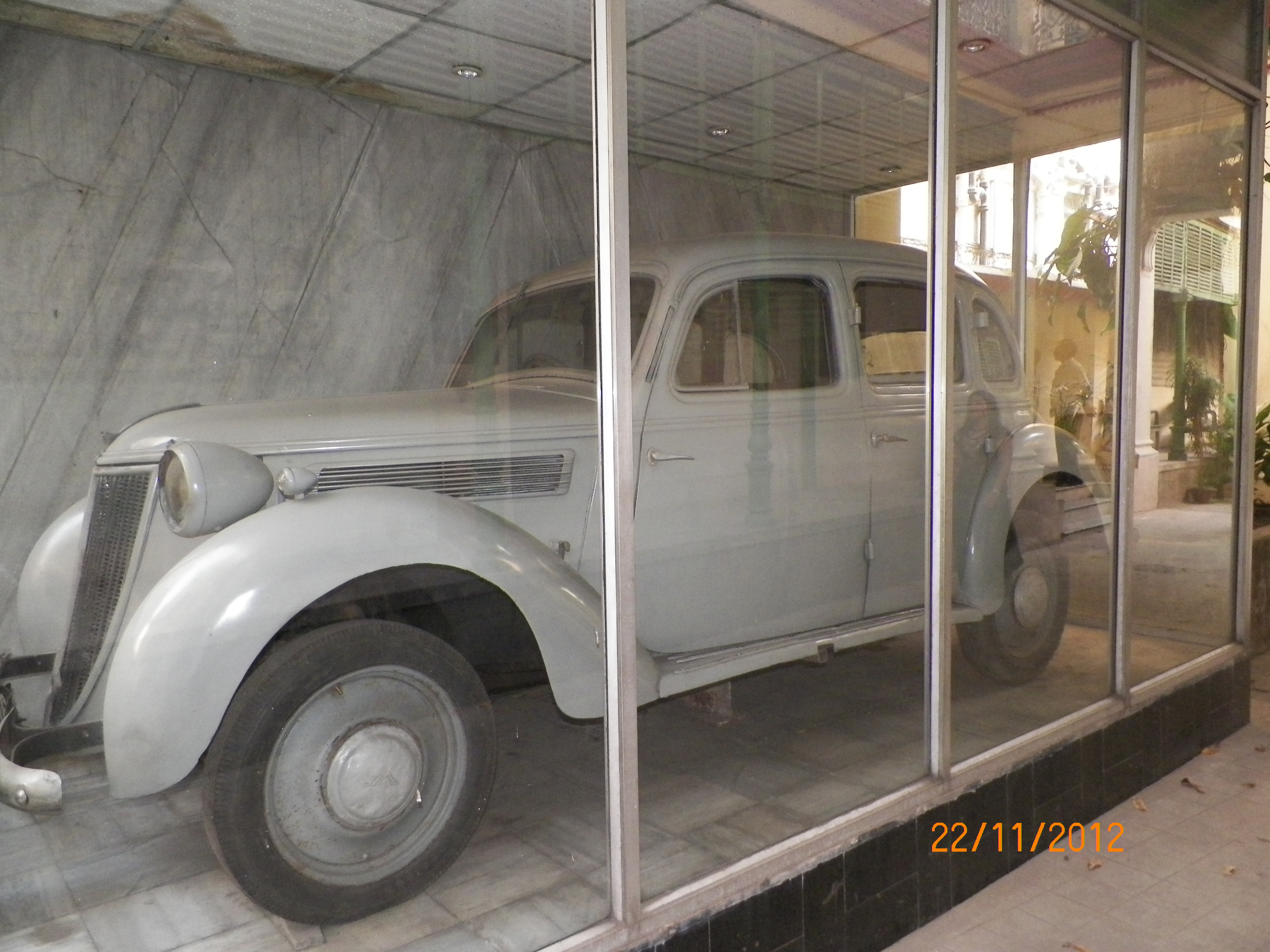
Samochód którym Bose i jego brat uciekli z brytyjskiej niewoli, obecnie auto znajduje się w muzeum w dawnym domu Bose

W 1940 Bose po raz kolejny został aresztowany przez władze brytyjskie, tym razem za nawoływanie do niepomagania Brytyjczykom bez obietnicy przyznania przez nich niepodległości Indiom. Tym razem uciekł jednak z więzienia i przez Afganistan i ZSRR przedostał się do Berlina. Przed ucieczką z brytyjskiego więzienia aby uniknąć złapania przez brytyjskich strażników, zapuścił brodę i przebrał się za Pasztuna. Bose udało się uciec spod brytyjskiego nadzoru w jego domu w Kalkucie gdzie był wówczas więziony. 19 stycznia 1941 roku w towarzystwie swojego bratanka Sisira K. Bose opuścił posesję samochodem, który obecnie zobaczyć można na wystawie w domu Bose (obecnie muzeum). Z pomocą Abwehry przedostał się do Peszawaru w obecnym Pakistanie, gdzie spotkał się z Akbarem Shabem, Mohammedem Shahem i Bhagatem Ram Talwarem. Bose został ulokowany w domu Abad Khana, zaufanego przyjaciela Akbara Shaha. Bose o pomóc w wydostaniu się z brytyjskiej kolonii poprosił Miana Akbara Shaha, lidera All India Forward Bloc na terenie Północno-Zachodniej Prowincji Granicznej. Bose planował przedostać się do ZSRR przez Afganistan, Bose jako że nie umiał ani jednego słowa w języku paszto musiał udawać głuchoniemego, w przeciwnym razie mógłby zostać wykryty przez Brytyjczyków. Nieznany mu bliżej działacz niepodległościowy Bhagat Ram Talwar, był również agentem radzieckiego wywiadu. Przez granicę z Afganistanem pomogli mu się przedostać zwolennicy jednego ze współtwórców późniejszego Pakistanu, Aga Chana III. Na miejscu spotkał jednostkę agentów Abwehry z Organizacji Todta podających się za inżynierów drogowych. Po przekroczeniu granicy, Bose udał się do Moskwy posługując się paszportem włoskiego szlachcica „hrabiego Orlando Mazzotty”. Początkowo gdy Bose miał nadzieję, że tradycyjna wrogość ZSRR do brytyjskich rządów kolonialnych w Indiach spowoduje poparcie dla jego planów wywołania powstania narodowego w Indiach. Bose nie znalazł poparcia wśród Związku Radzieckiego; zgłosił się do niemieckiego ambasadora w Moskwie, hrabiego von der Schulenburga. Ustalono, że Bose miał polecieć do Berlina specjalnym samolotem kurierskim na początku kwietnia, a na Wilhelmstrasse spotkać się miał z Joachimem von Ribbentropem i urzędnikami Ministerstwa Zagranicznego. Ostatecznie z Moskwy dotarł do Rzymu, a stamtąd dostał się do Niemiec.

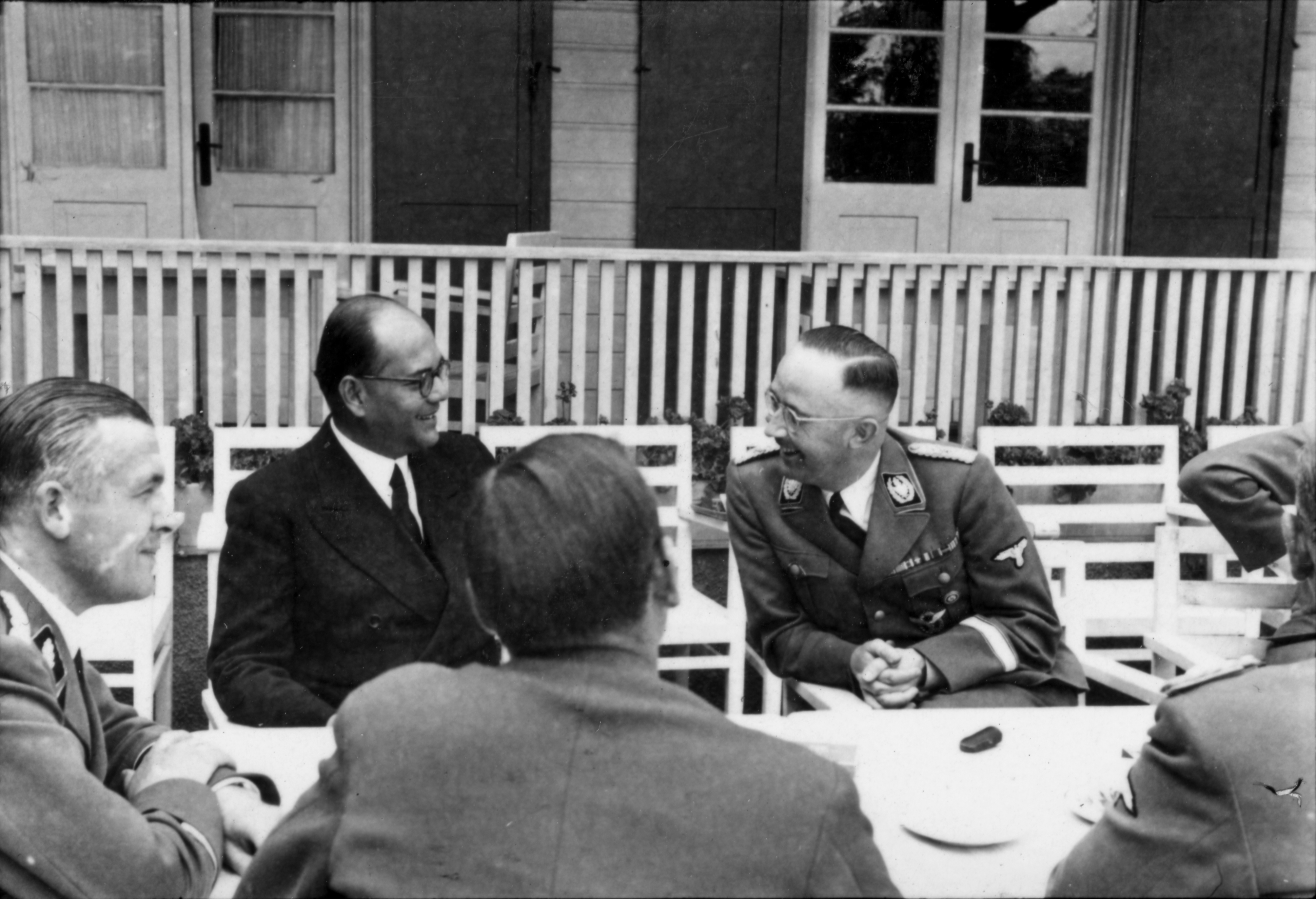
Bose i Heinrich Himmler

W Niemczech początkowo przebywał incognito, legitymując się włoskimi dokumentami. Wkrótce ujawnił się i w porozumieniu z władzami niemieckimi przystąpił do formowania organizacji Indusów na uchodźstwie, Centrum Indyjskiego w Berlinie oraz rozgłośni radiowej Wolne Indie (Azad Hind Radio). Bose mieszkał w Berlinie od 1941 do 1943 roku. Podczas swojej poprzedniej wizyty w Niemczech, w 1934 roku, spotkał Emilie Schenkl, córkę austriackiego lekarza weterynarii, która miał poślubić w 1937 roku. Córka Bose i Schenkl, Anita Bose Pfaff uważa, że urodziła się w 1942 roku. Partia Bose, Forward Bloc, uważa tę informacje za fałszywą propagandę. Z jego inicjatywy powstało specjalne Biuro ds. Indii pod nadzorem Adama von Trott zu Solza. Utworzył też Legion Indyjski składający się z 4500 żołnierzy walczących po stronie brytyjskiej w Afryce Północnej. W wyniku jego interwencji zwolniono z niemieckiej niewoli brytyjskich żołnierzy pochodzenia hinduskiego (którzy dostali się do niej podczas walk w Afryce i Europie). Jednostka początkowego została włączona do Wermachtu a następnie do Waffen-SS, przysięga formacji dotyczyła co prawda wierności państwu niemieckiemu, żołnierze składając przysięgę deklarowali jednocześnie lojalność wobec przyszłego rządu Indii utworzonego przez Bose.
Z udziałem uwolnionych brytyjskich żołnierzy pochodzenia hinduskiego utworzono Ośrodek Wolnych Indii – namiastkę rządu emigracyjnego. Zgodnie z porozumieniem, całe przedsięwzięcie zostało sfinansowane przez Niemców w formie pożyczki dla przyszłych władz niepodległych Indii. Pierwsza rezolucja Ośrodka dotyczyła 4 kwestii:
- zatwierdzała zwrot Jai Hind! („Zwycięstwo dla Indii!”) jako oficjalne pozdrowienie Indusów;
- przyjmowała pieśń pod tytułem „Jana Gana Mana” autorstwa indyjskiego laureata Nagrody Nobla Rabindranatha Tagore jako hymn wolnych Indii;
- oficjalnym językiem Indii ogłaszała hindi;
- przyznawała Bosemu wodzowski tytuł Netaji.

Punkty te odczytał przez radio sam Bose, co było oficjalnym potwierdzeniem jego obecności w Niemczech i sygnałem dla Indusów, aby zbrojnie wystąpili przeciw Anglikom. Stały napływ uwalnianych jeńców hinduskich sprowokował kolejną inicjatywę – rozpoczęto formowanie Indyjskiej Armii Wyzwoleńczej. Jej znakiem stał się skaczący tygrys bengalski umieszczony na szafranowo-biało-zielonej fladze Indyjskiego Kongresu Narodowego. Moment powstania Armii był doskonały – na Zachodzie wojna została przez Niemcy praktycznie wygrana, na Wschodzie odnosili ciągłe sukcesy. Dzięki kolejnemu porozumieniu utworzono pod Dreznem obóz rekrutacyjny, w którym Indusów szkolili oficerowie Wehrmachtu. Bose otrzymał gwarancje, że jego podopieczni zostaną odseparowani od innych narodowości, traktowani na równi z niemieckimi oddziałami (pod względem żołdu i wyposażenia) oraz nie będą nigdy zmuszani do walki poza Indiami. Liczba hinduskich rekrutów szybko rosła, osiągając na początku 1943 ok. 2 tys.

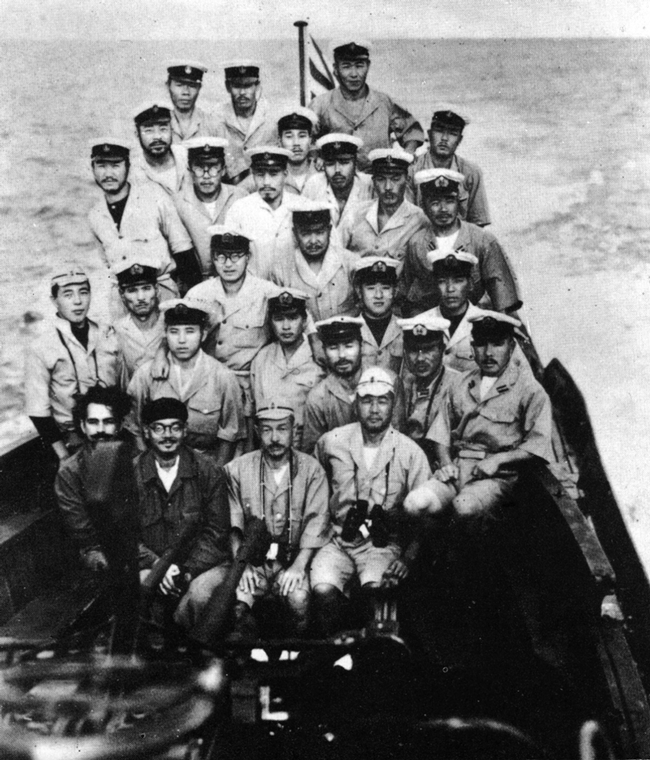
Załoga japońskiego okrętu podwodnego w pobliżu Madagaskaru po spotkaniu, podczas którego dwaj indyjscy działacze niepodległościowi: Chandra Bose (pierwszy rząd, drugi od lewej) i Abid Hasan przesiedli się z U-Boota na okręt japoński; zdjęcie z 28 kwietnia 1943 roku

Wokół Indii toczyła się dyplomatyczna rozgrywka państw Osi. W marcu 1942 Japonia zaproponowała, aby państwa Osi (Japonia, Włochy, Niemcy) ogłosiły deklarację w sprawie indyjskiej niepodległości i uznały hinduski rząd emigracyjny. Na ten projekt szybko przystał Mussolini, jednakże niespodziewanie zaoponował Hitler. Na spotkaniu z Bosem tłumaczył, że zryw niepodległościowy w Indiach mogłaby wzbudzić tylko bezpośrednia bliskość silnej armii wyzwoleńczej, a Niemcy nie posunęli się – jak dotąd – tak daleko. Choć Subhas Chandra Bose deklarował, że byłby gotów wesprzeć inwazję państw Osi na ZSRR, wykorzystując Legion Indyjski, jako osoba o poglądach bądź co bądź lewicowych i przyjaznych ZSRR, był zdruzgotany gdy Niemcy zaatakowały ZSRR. Kontakty z Niemcami pogorszył fakt, że od tego okresu armia niemiecka nie była w stanie zaoferować mu pomocy w przepędzeniu Brytyjczyków z Indii. Kiedy w maju 1942 roku spotkał się z Hitlerem, potwierdziły się jego podejrzenia, uważał on, że nazistowski przywódca wykorzystał Hindusów do celów propagandowych. Zwrócił się więc ku innym siłom zbrojnym, które szybciej od Niemców zbliżały się do granic Indii – Cesarskiej Armii Japonii. Japończycy zajmowali właśnie Birmę, a w samej Japonii zaktywizowała się emigracja hinduska, która potrzebowała silnego przywództwa. Wobec tego Bose rozpoczął rozmowy z japońskimi dyplomatami w sprawie wyjazdu z Niemiec. W tym czasie istniał już 3-tysięczny legion hinduski, świetnie zorganizowane radio nadające audycje w kilkunastu językach oraz dwujęzyczny dziennik. Ośrodek Wolnych Indii nie zyskał, co prawda, statusu indyjskiego rządu emigracyjnego, miał jednak stabilną pozycję placówki dyplomatycznej, zasilanej z kasy niemieckiego rządu.
W lutym 1943 roku, Bose potajemnie opuścił Legion i wypłynął z Niemiec w lutym 1943 na pokładzie U-Boota U-180, po przesiadce na japoński okręt podwodny I-29 dotarł na początku maja do wybrzeży Sumatry, skąd udał się do Japonii. W tym czasie powstała tam Niezależna Liga Indyjska, która – idąc za europejskim przykładem – wezwała do tworzenia Indyjskiej Armii Wyzwoleńczej, w której szeregach znaleźli się hinduscy emigranci i jeńcy z armii brytyjskiej, wzięci do niewoli przez Japończyków. Wkrótce Armia liczyła już ok. 40 tys. żołnierzy. Kierownictwo rządu i armii objął przybyły właśnie Bose, dzięki poparciu japońskiego premiera gen. Hideki Tōjō. W październiku 1943 zdecydował się on na ogłoszenie powstania Tymczasowego Rządu Wolnych Indii z sobą na czele (objął on także funkcje ministra wojny i Naczelnego Wodza). Nowy gabinet emigracyjny – oficjalnie uznany przez 9 państw (Japonię, Birmę, Chorwację, Niemcy, Filipiny, Nankingowskie Chiny, Mandżukuo, Włochy, Syjam) natychmiast wypowiedział wojnę Wielkiej Brytanii i Stanom Zjednoczonym, a w lutym 1944 rozpoczął działania wojenne przeciw Brytyjczykom na terenie Birmy. Pod jurysdykcję rządu Bosego, którego tymczasową siedzibą została birmańska stolica Rangun, oddano należące do Indii wysepki w Zatoce Bengalskiej – Andamany i Nikobary, zajęte właśnie przez Japończyków.

#### Jako lider Indyjskiej Armii Narodowej
Indyjska Armia Narodowa została założona przez generała Mohana Singha Deb w Singapurze w dniu 1 września 1942 roku. Składała się z byłych jeńców indyjskich na Dalekim Wschodzie. Armia ta związana była z Ligą Niepodległości Indii, założoną przez przywódcę nacjonalistycznych emigrantów indyjskich, Rasha Behariego Bose. Pierwsza IAN została rozwiązana w grudniu po nieporozumieniach między Mohanem Singhem a Hikari Kikanem, Singh uważał, że dowództwo japońskie używa Hindusów jako narzędzie propagandy. Singh został aresztowany a wielu żołnierzy wróciło do obozów wojskowych dla jeńców. Idea armii wyzwoleńczej została reaktywowana po przybycie na Daleki Wschód, Chandry w 1943 roku. W lipcu w czasie spotkania w Singapurze, Rash Behari Bose przekazał kontrolę nad jednostką w ręce Chandry. Chandra był w stanie zreorganizować raczkującą armię i zorganizować dla niej ogromne poparcie wśród indyjskiej emigracji w południowo-wschodniej Azji. IAN jako pierwsza jednostka w historii Azji, miała własną jednostkę kobiecą kierowaną przez kapitana Lakszmi Sahgal, jednostka nosiła nazwę Regimentu Rani Jhansi (na cześć Rani Lakszmi Bai, przywódczyni indyjskiego oporu przeciw brytyjskiej kolonizacji w XIX wieku).
Nawet w obliczu odwrotu wojsk, Bose był w stanie utrzymać poparcie dla ruchu Azad Hind. Rząd tymczasowy Azad Hind, wprowadził własny kodeks cywilny, znaczki pocztowe i walutę, został uznany przez dziewięć państw Osi, Niemcy, Japonię, Włochy, Niezależne Państwo Chorwackie, pro  japoński reżim w Nankinie, tymczasowy rząd Birmy, Mandżukuo i kontrolowany przez Japończyków rząd Filipin. Najnowsze badania wykazują, że także ZSRR toczące wojnę z europejskimi państwami Osi, uznał „Tymczasowy Rząd Wolnych Indii”. Z dziewięciu państw Osi, pięć pozostawało pod okupacją Osi. Rząd Azad Hind, uczestniczył w charakterze obserwatora w Wielkiej Konferencji Azji Wschodniej w listopadzie 1943 roku. Pierwszym zobowiązaniem IAN było wsparcie wojsk japońskich we wschodnich granicach z Indiami brytyjskimi w Manipur. Grupa Bahadura wchodząca w skład IAN była zaangażowana w operację na tyłach wroga podczas ataków dywersyjnych w Arakan, a także wraz z Birmańską Armią Narodową pod kierownictwem Ba Maw i Aung Sana w japońskiej ofensywie w Imphal i Kohim.

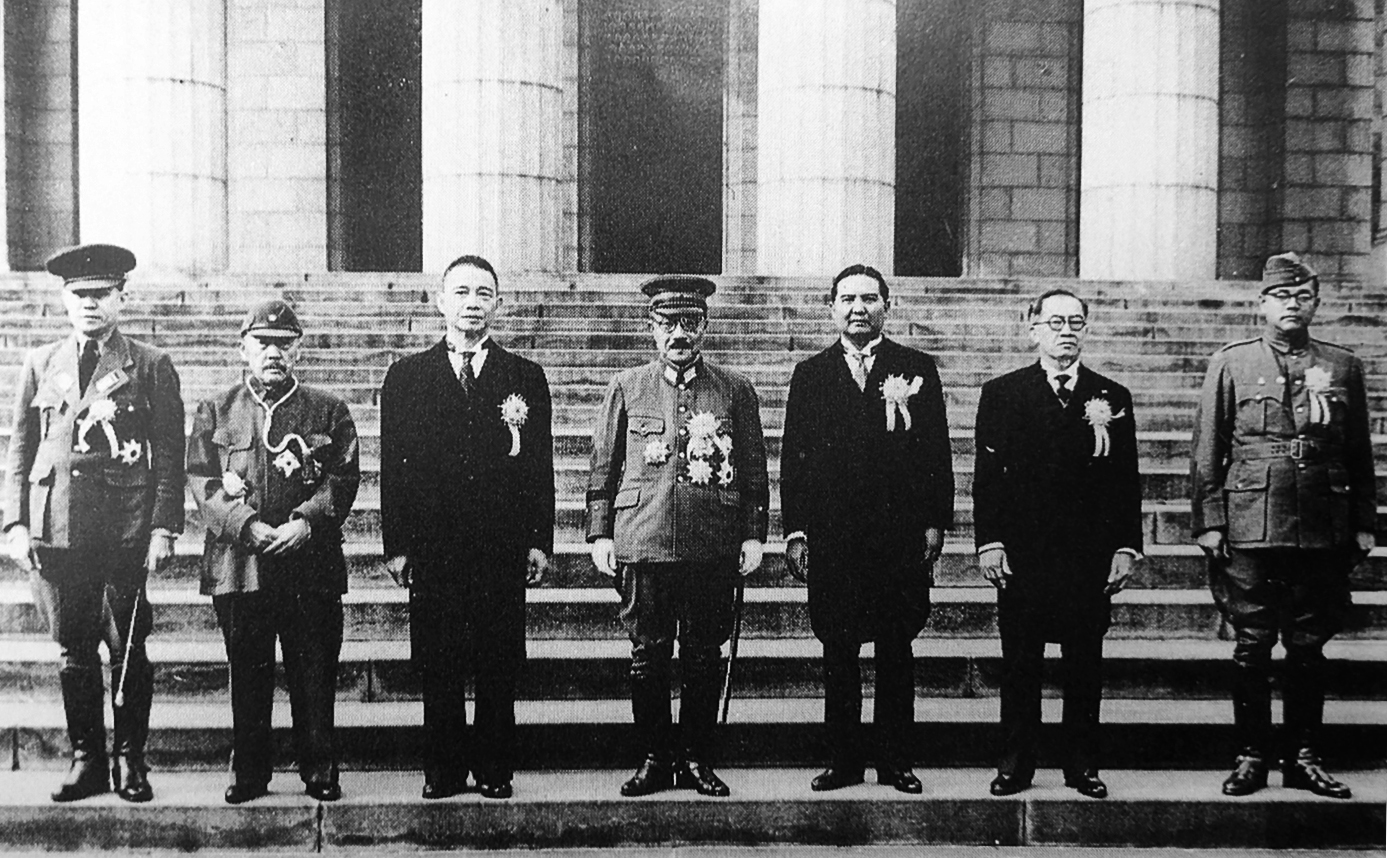
Wielka Konferencja Wschodnioazjatycka w 1943 roku, od lewej Ba Maw, Zhang Jinghui, Wang Jingwei, Hideki Tōjō, Wan Waithayakon, Jose P. Laurel i Bose

Japonia, która w 1942 roku zdobyła Andamany i Nikobary, oddała wyspy Rządowi Tymczasowemu, Bose na gubernatora regionu mianował A. D. Loganathana. Wyspy zostały przemianowane na Shaheed (męczennik) i Swaraj (Niepodległości). Mimo formalnego zwierzchnictwa rządu hinduskiego, japońska marynarka w dalszym stopniu w dużym stopniu kontrolowała administrację wyspy. Bose odwiedził wyspy na początku 1944 roku, w tym czasie na wyspach trwały represje ze strony wojsk japońskich wobec ludności a ich ofiarą padł m.in. działacz niepodległościowy Diwan Singh, rozwścieczony brakiem realnej władzy hinduskiej na wyspach, Loganathana zrezygnował z urzędu gubernatora i powrócił do siedziby rządu w Rangunie. Na kontynencie flaga indyjska wzorowa na fladze Kongresu Narodowego, po raz pierwszy zawieszona została w mieście w Moirang w Manipur, w północno-wschodnich Indiach. Miasta Kohima i Imphal zostały oblężone przez Japończyków, jednak Japończycy odnosząc duże straty wycofali się z powrotem do Birmy.
W marcu 1944 hinduskie oddziały wzięły udział w kampanii w północnych Indiach – trzy japońskie dywizje i jedna dywizja Indyjskiej Armii Narodowe (1 DP INA licząca ok. 7 – 8 tys. ludzi). Atak cesarskiej armii był dla Brytyjczyków całkowitym zaskoczeniem i umożliwił głębokie wbicie się w terytoria indyjskie. Zajęte ziemie oddano pod zarząd Bosego, który ogłosił tymczasową stolicą Indii miasto Imphal w nadgranicznym okręgu Manipur i zachęcał do dalszego marszu na Delhi. Gubernatorem „ziem odzyskanych” został major-generał A.C. Chatterjee (minister finansów w Tymczasowym Rządzie). Jednocześnie Legion walczący w Europie uznano za część INA. Działania wojenne w Indiach toczyły się jednak ze zmiennym szczęściem. Kiedy japońskie finansowanie armii zmniejszyło się, Bose został zmuszony do podniesienia podatków wśród indyjskiej populacji Malezji i Singapuru. Kiedy Japończycy zostali pokonani w bitwach o Kohim i Imphal, Rząd Tymczasowy na zawsze utracił bazę w kontynentalnej części Indii. Przegrupowanie wojsk brytyjskich i ich ostateczny kontratak spowodowały ostatecznie odwrót pod koniec 1944 Japończyków i Indusów do Birmy. Wraz z armią japońską IAN wzięła udział w kampanii w Birmie, indyjscy żołnierze toczyli walki w Meiktilla, Mandalay, Pegu, Nyangyu i Mount Popa. W dniu 6 lipca 1944 roku, w przemówieniu transmitowanym przez Radio Azad Hind z Singapuru, Bose określił Mahatmę Gandhiego jako „Ojca Narodu” i poprosił go o jego błogosławieństwo, był to pierwszy raz kiedy Gandhi został określony w ten sposób. Innym znanym cytatem było hasło „Daj mi krew, a dam ci wolność” zachęcające hindusów do wstępowania do armii indyjskiej. Hasłem i popularnym w IAN sloganem były słowa „Inquilab Zindabad” (Niech żyje Rewolucja”), wymyślone przez Hasrata Mohaniego, indyjskiego a następnie pakistańskiego działacza niepodległościowego i poetę tworzącego w języku urdu. INA straciła 50% stanu, z 220 tys. Japończyków powróciło zaledwie ok. 130 tys. Wyczerpane długotrwałymi walkami i zdziesiątkowane tropikalnymi chorobami oddziały dotarły do Rangunu. INA wzięła jeszcze udział w następnej kampanii – obronie Birmy, wystawiając tam łącznie 2 dywizje (styczeń 1945) – w rejonie Mandalay. Ostatecznie na wiosnę 1945 Rangun został zajęty przez Brytyjczyków. Wraz z upadkiem Rangunu, rząd Bose przestał być efektownym podmiotem politycznym. Duża część wojsk IAN pod dowództwem podpułkownika Loganathan poddała się. Pozostali żołnierze wraz z Bose wycofali się na Malaje lub ewakuowali się na teren Tajlandii. Kapitulacja Japonii pod koniec wojny doprowadziła do ostatecznej kapitulacji Armii Narodowej Indii, brytyjska armia repatriowała żołnierzy indyjskich do Indii a niektórzy z nich byli sądzeni za zdradę.

### Ostatni okres życia, śmierć, wersje zdarzeń
Bose, któremu udało się zbiec z Rangunu, przedostał się do Japonii. Być może nadal, mimo kapitulacji swojego patrona, prowadziłby walkę z brytyjskim okupantem. Jego polityczną drogę przerwała jednakże katastrofa samolotu, który 18 sierpnia 1945 miał rozbić się podczas próby lądowania na Tajwanie podczas drogi do Tokio lub ewentualnie do ZSRR. Pilot japońskiego samolotu miał problemy z silnikiem, po rozbiciu samolotu, Bose został ciężko poparzony i umarł w miejscowym szpitalu cztery godziny później. Jego ciało zostało poddane kremacji, a buddyjskie nabożeństwo żałobne odbyło się w świątyni Nishi Honganji w Taihoku. Jego prochy zostały przewiezione do Japonii i pochowane w świątyni Renkoji w Japonii. Ta wersja zdarzeń została złożona przez kapitana Yoshida Taneyoshi i brytyjskiego szpiega znanego jako „Agent 1189”.
Jego rzekome zniknięcie 18 sierpnia, czyli zaledwie 3 dni przed japońską kapitulacją przed Brytyjczykami owocuje dużą liczbą teorii, plotek dotyczących katastrofy. Według jednej z wersji zniknął on aby uniknąć prześladowań ze strony Brytyjczyków lub zginął w zamachu przez nich zorganizowanym. W maju 1956 roku, czteroosobowy zespół indyjski znany jako Komitet Shah Nawaz odwiedził Japonię gdzie przeprowadził badania dotyczące rzekomej śmierci Bose. Rząd Indii powołując się na brak stosunków dyplomatycznych z Tajwanem, odmówił zwrócenia się do tego państwa o pomoc w wyjaśnieniu sprawy. Komisja Mukherjee działające w latach 1999–2005 uzyskała od tajwańskiego rządu informacje na temat katastrofy. Według Tajwańczyków samolot z Bose miał się nigdy nie rozbić w Tajpej. Komisja ta otrzymała również raport z Departamentu Stanu USA który poparł stanowisko rządu Tajwanu. 8 listopada 2005 roku Komisja Mukherjee przedstawiła swój raport rządowi Indii a w dniu 17 maja 2006 roku przed parlamentem. Komisja stwierdziła, że Bose nie zginął w katastrofie lotniczej, a prochy w świątyni Renkoji nie należą do nich, indyjski rząd odrzucił jednak sprawozdanie komisji. Komisja stwierdziła także, że kategorycznie Bose nie zginął w katastrofie samolotu w 1945 roku, ponieważ do żadnej katastrofy nie doszło. Netaji, siostrzeniec Bose, w swojej książce stwierdził, że założyciel Indyjskiej Ligi Niepodległościowej w Tokio, Rama Murti, miał ukryć część skremowanych szczątek Bose. Kancelaria Premiera odmówiła jednak śledztwa tej sprawie.
Nieobecność ciała Bose doprowadziła do teorii, według której Bose miał przeżyć, niektóre źródła (m.in. partia Bose 'go) twierdzą, że takiej katastrofy nie było, a Bose został uwięziony przez Sowietów); lecieli nim japońscy i indyjscy dyplomaci, wśród nich sam Bose. Bose miał w rzeczywistości umrzeć na Syberii, w radzieckiej niewoli. Przez rząd Indii zostały powołane komitety badające tę sprawę. Satyendra Narain Sinha, który udał się do Japonii, Tajpej i Chin w celu poszukiwania poszlak w sprawie Bose, w 1960 roku w jednym z ogólnokrajowych dzienników opublikował tekst, w którym napisał jakoby w czasie rozmowy poprzez tłumacza z Nikitą Chruszczowem w Delhi, Chruszczow stwierdził, że jeśli premier Nehru sobie tego zażyczy, to Bose wróci do Indii z ZSRR w ciągu 42 dni. W lutym 2012 roku doktor Purabi Roy, znawczyni Rosji, stwierdziła, że widziała fotografię z okresu II wojny światowej, na której Bose mógł znajdować się na Syberii.
W niepodległych Indiach zostało opublikowanych wiele książek dotyczących śmierci Bose. Do najważniejszych pozycji zalicza się Netaji: Dead or Alive?, Samara Guha, Back from Dead: Inside the Subhas Bose Mystery i India's Biggest Cover-up Anuj Dhara. Dhara w India's Biggest Cover-up formułuje wiele zarzutów, korzysta z wielu „ściśle tajnych” dokumentów i fotografii, twierdząc że Bose żył do co najmniej 1985 roku. Autor oskarża byłego premiera Pranaba Mukherjeego i indyjskie służby specjalne o prowadzenie nieczystej gry mającej na cele utajenie prawdy dotyczącej życia Bose.

Popiersie Bose w świątyni Renkoji w Japonii

## Życie prywatne
Żoną Bose 'go od 1937 lub 1941/42 była jego sekretarka, Austriaczka Emilie Schenkl (1910-1996).

## Poglądy
Bose popierał pełną i bezwarunkową niepodległość Indii, Ogólnoindyjski Komitet Kongresu chciał natomiast, aby Indie otrzymywały niepodległość etapami, poczynając od ustanowienia dominium. Kongres w czasie Kongresu w Lahote przyjął konwencję Purna Swaraj (pełna niezależność), która stała się mottem partii. Lepsze kontakty z Gandhim uzyskał po pakcie Gandhi - Irwin. Chandra Bose podróżując z Gandhim po Indiach, napisał później, że widział wśród ludzi wielki entuzjazm i wątpił, czy jakikolwiek inny lider na całym świecie był przyjmowany poprzez rodaków tak entuzjastycznie. Bose za działalność na rzecz wolnych Indii był więziony i wydalony z Indii, po złamaniu zakazu i powrocie do kraju ponownie trafił do więzienia. Bose łącznie był przez władze kolonialne więziony aż jedenaście razy. Przez dwie kadencje był prezydentem Kongresu Narodowego, jednak musiał zrezygnować po ideologicznym konflikcie z Mahatmą Gandhim i atakach na politykę zagraniczną i wewnętrzną Kongresu. Bose był przekonany, że taktyka niestosowania przemocy Gandhiego nigdy nie będzie wystarczała, aby zapewnić niezależność Indii, uważał, że będzie do tego potrzebny opór zbrojny. Po konflikcie z kierownictwem Kongresu założył własna partię All India Forward Bloc. Partia założona przez Bose domagała się natychmiastowej i pełnej niepodległości Indii.
Jego stanowisko nie zmieniło się wraz z wybuchem II wojny światowej; konflikt widział jako możliwość skorzystania ze słabości rządu brytyjskiego. Na początku wojny opuścił Indie i udał się do ZSRR, Niemiec i Cesarstwa Japońskiego, szukając tam sojuszników, którzy mogliby pomóc hindusom przegnać z Indii brytyjskich kolonizatorów. Z pomocą Cesarstwa Japonii zorganizował i prowadził Azad Hind Fauj, Indyjską Armię Narodową, składającą się z indyjskich jeńców wojennych i pracowników plantacji z brytyjskich Malajów, Singapuru i innych części Azji Południowo-Wschodniej. Za pieniądze i wsparcie polityczne, dyplomatycznie i wojskowe Japończyków założył Azad Hind, indyjski rząd emigracyjny. Kres istnienia silnego pro japońskiego ruchu niepodległościowego nastąpił po porażkach kampanii wojskowych Indyjskiej Armii Narodowej i jej sojuszników w Birmie.
Jego sojusz z reżimami militarystycznymi będącymi w stanie wojny z Wielką Brytanią był przyczyną oskarżeń Bose przez część historyków i polityków o sympatie faszystowskie, inni uważają, że sojusz ten był jedynie kierunkiem obranego przez Bose pragmatycznego kierunku politycznego.

### Filozofia
Subhas Chandra Bose uważał, że źródłem inspiracji do walki z kolonializmem jest święta księga hinduizmu Bhagawadgita. Bose inspirowały myśli Swami Wiwekanandy, który był indyjskim nacjonalistą i kładł nacisk na reformy społeczne. Na Chandrę wpłynęły ówczesne interpretacje starożytnych pism Indii. Wielu uczonych uważa, że duchowość hinduska i jego poglądy polityczne i społeczne były nierozwiązalnie połączone. Subhas sam określał się jako socjalista, uważał, że socjalizm w Indiach zawdzięcza swoje początki myśli Swami Wiwekanandy. Historyk Leonard Gordon uważa, że poszukiwania religijne, które prowadził przez całe swoje życie, postawiły go naprzeciw rosnącej liczby ateistycznych nastawionych indyjskich socjalistów i komunistów. Korespondencja Bose sprzed 1939 roku odzwierciedla jego głęboką dezaprobatę i niechęć wobec rasistowskich praktyk i zniszczeniu instytucji demokratycznych w nazistowskich Niemczech. Wyrażał on jednak podziw dla części autorytarnych metod (choć nie ideologicznie rasowych), które widział w latach 30. we Włoszech i Niemczech, uważał, że mogą one być wykorzystane do budowy niezależnych Indii. Bose uważał, że wolne Indie potrzebują ustroju opartego na wartościach socjalistycznych, przez co najmniej pierwsze dwie dekady autorytarnego opartego na linii politycznej realizowanej przez Kemala Atatürka w Turcji. Bose planował spotkanie z Atatürkiem i wyjazd do Turcji, jednak odmówiły mu tego brytyjskie władze kolonialne. Przez większość życia Bose uważał, że demokracja będzie dla Indii najlepszym rozwiązaniem, w czasie wojny (a być może już w latach 30.), Bose zmienił zdanie, uważał, że system demokratyczny nie będzie w stanie przezwyciężyć ubóstwa i nierówności społeczne Indii. Pisał, że w Indiach powinno powstać socjalistyczne państwo podobne do Rosji Radzieckiej (którą odwiedził i darzył sympatią), które będzie w stanie odbudować kraj.
Niektórzy uważają, że sojusz Bose z Osią w czasie wojny nie był oparty tylko na pragmatyzmie, lecz na wojujących, nacjonalistycznych poglądach Chandra, który nie był jednak ani faszystą ani nazistą, wspierał bowiem m.in. równouprawnienie kobiet, sekularyzację i wiele innych idei liberalnych. Niektórzy badacze twierdzą, że populistyczne metody mobilizacji wspólnoty Bose były charakterystyczne dla wielu późniejszych przywódców postkolonialnych. Bose nigdy nie lubił nazistów, jednak nigdy nie udało mu się uzyskać pomocy u Sowietów, zbliżył się przez to do Włoch i Niemiec.

## Upamiętnienie

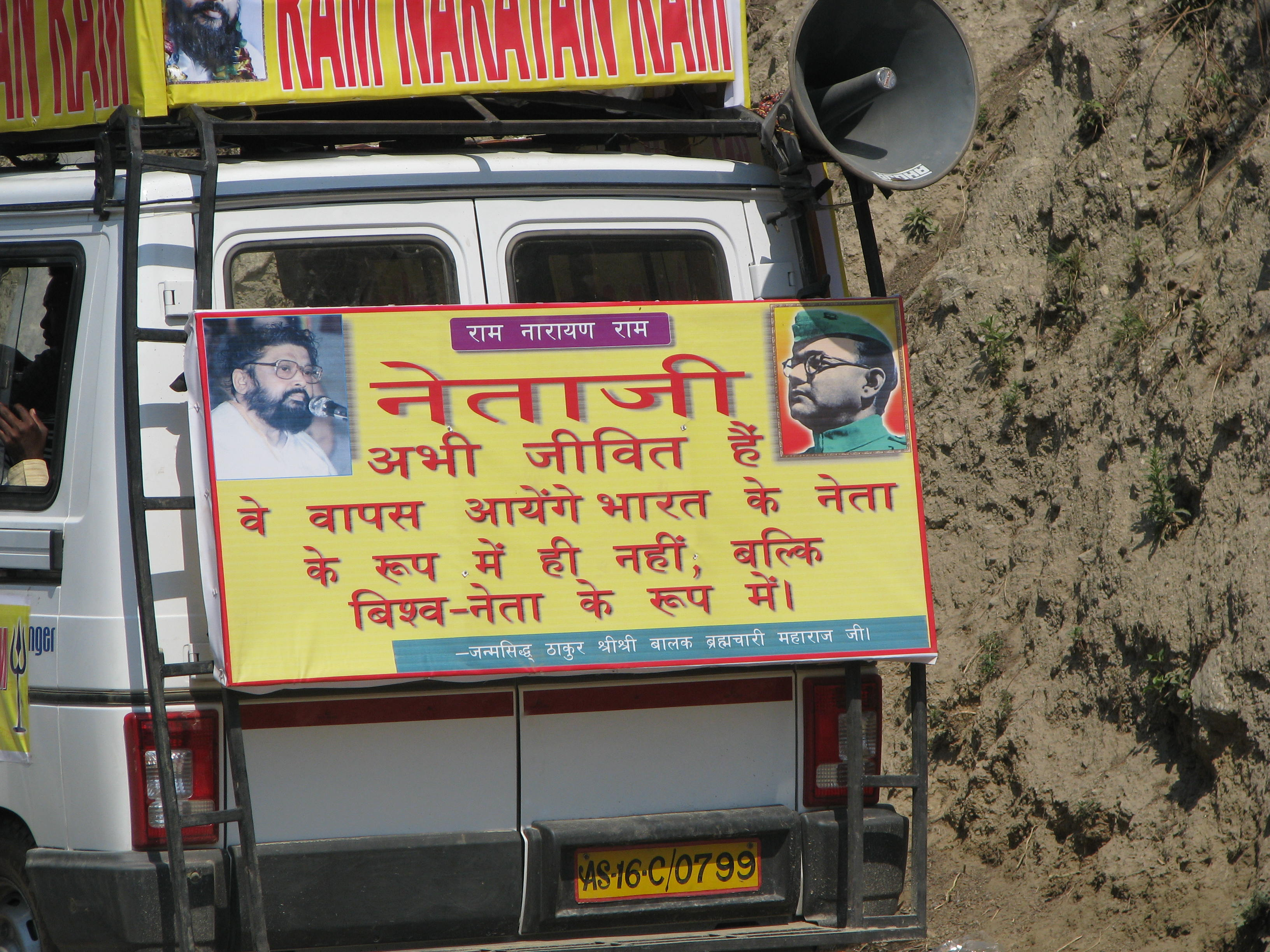
Wóz przedstawiający wizerunki Bose

Chandra Bose w Indiach uważany jest za bohatera narodowego.
W 1992 roku Bose został pośmiertnie odznaczony Orderem Bharat Ratna, najwyższym z indyjskich orderów cywilnych. W późniejszym okresie nadanie orderu zostało jednak wycofane dyrektywą Sądu Najwyższego, gdyż, jak się okazało, kapituła orderu nie znalazła dowodu na śmierć Bose. Obecnie w indyjskim parlamencie wisi portret Bose. W zgromadzeniu Bengalu Zachodniego znajduje się jego pomnik. Premier Japonii Shinzō Abe, 23 sierpnia 2007 roku odwiedził memoriał poświęcony Subhasie Bose w Kalkucie i przekazał rodzinie Bose, że Japończycy są poruszeni zaangażowaniem Bose w ruch niepodległościowy. Imię Subhasa Chandry nosi port lotniczy Kolkata.
Rząd Zachodniego Bengalu w 2011 roku postanowił uczcić dzień urodzenia Bose (23 stycznia) ustalając święto Desh Prem Divas, co oznacza dzień patriotyzmu. Forward Bloc apelował do rządu indyjskiego u uznanie dnia urodzin Bose jako Desh Prem Divas na poziomie kraju, jednak propozycja ta została przez rząd centralny odrzucona. W 2005 roku powstał w Indiach film „Netaji Subhas Chandra Bose: The Forgotten Hero”.